# Brookneal
Brookneal – miasto w Stanach Zjednoczonych, w stanie Wirginia, w hrabstwie Campbell. Przez dużą część XX wieku ważny ośrodek uprawy ziemniaków, obecnie co roku odbywa się tu Festiwal Smacznej Bulwy (Tasty Tuber Fest) dla upamiętnienia zacnej przeszłości miasta.